# He Xiangu

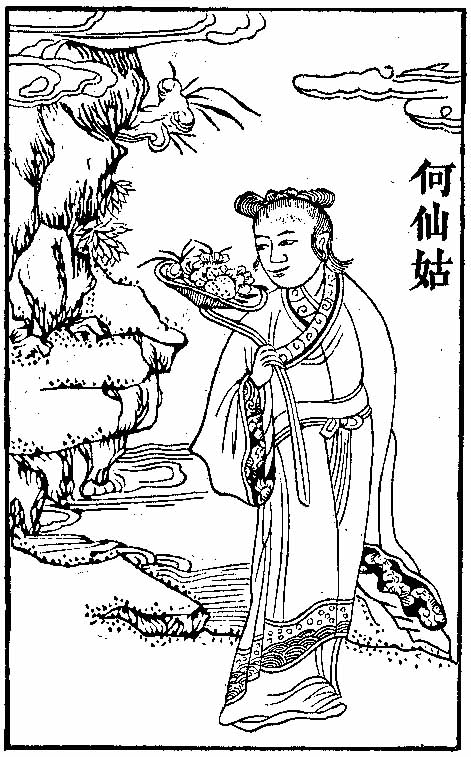
He Xiangu.

He Xiangu (chino: 何仙姑, pinyin: Hé xiāngū, Wade-Giles: Ho Hsien-ku, "He, la joven inmortal") es el nombre por el que se conoce a una deidad taoísta de la mitología china cuyo verdadero nombre era He Qiong (何琼, 何瓊, Hé Qióng). Vivió durante la dinastía Tang y es la única mujer del grupo de los ocho inmortales, aunque Lan Caihe también es representado a veces como mujer.
He Xiangu provenía de la prefectura de Yong (永, Yǒng), hoy en día distrito de Lingling (零陵, Línglíng), en Hunan o de una familia rica del distrito de Zengcheng (增城, Zēngchéng), en Guangdong. Su padre era He Tai. Nació con seis largos pelos en la coronilla. Cuando tenía catorce o quince años, un personaje divino se le apareció en un sueño y le ordenó que comiera polvo de mica para que su cuerpo se volviera etéreo e inmune a la muerte. Cumplió con el mandato y también hizo votos para permanecer virgen.
Subía y bajaba por los valles mientras revoloteaba como si fuera una criatura con alas. Todos los días salía al amanecer y regresaba con la puesta de sol, trayendo frutas de la montaña que recogía para su madre. Poco a poco dejó de comer comida normal.
La emperatriz Wu envió un mensajero para que fuera al palacio pero en el camino desapareció. Ascendió a lo alto en plena luz del día y se transformó en inmortal.
Su símbolo es la flor de loto, que mejora la salud física y mental. A veces también se la representa con un sheng -instrumento musical parecido a una zampoña- con un fenghuang o con una cuchara de madera.